# Hypena demeysti
Hypena demeysti là một loài bướm đêm trong họ Erebidae.